# Castelo de Almenara

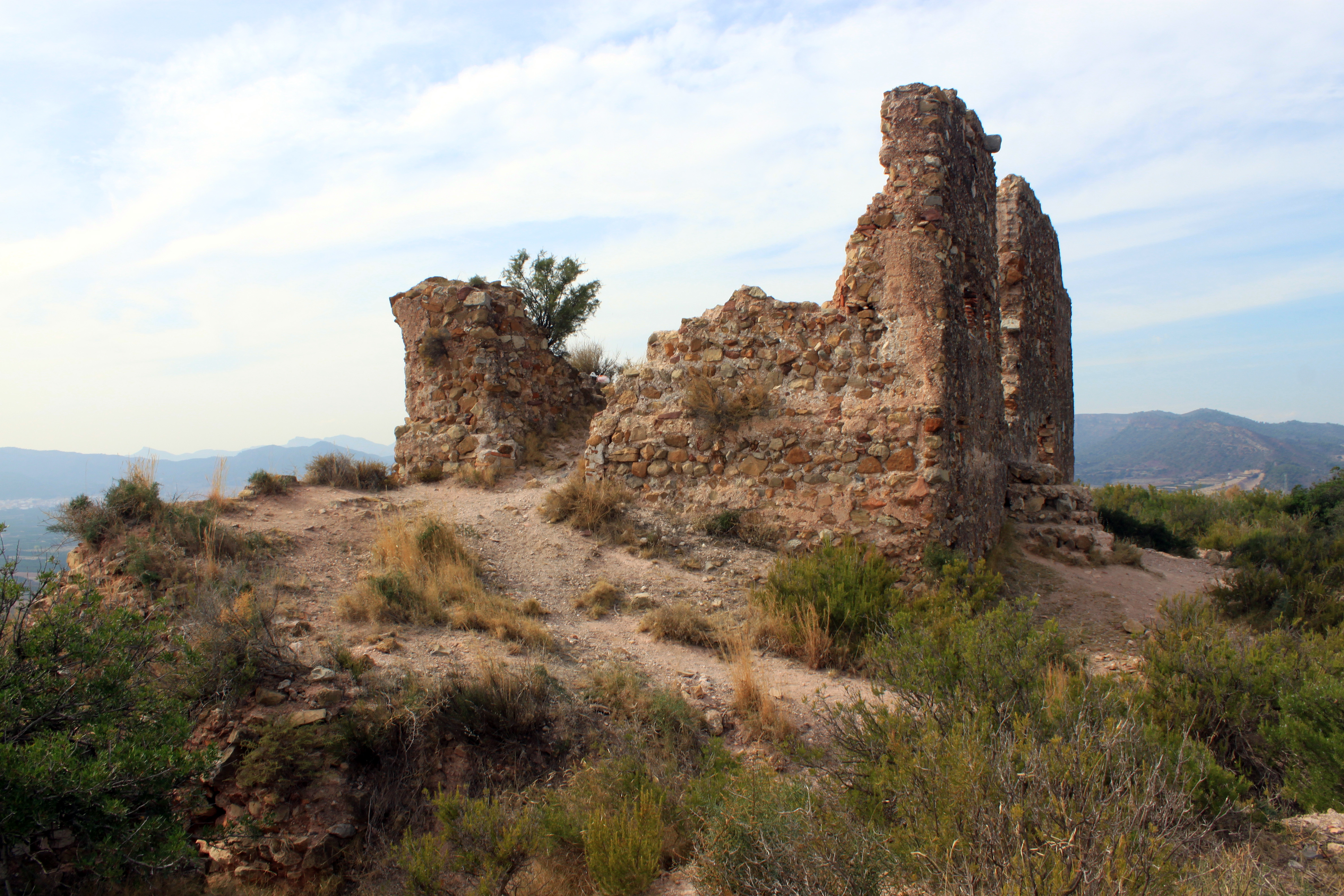
Recinto principal do castelo

O Castelo de Almenara localiza-se no município de Almenara, na província de Castellón, na comunidade autónoma da Comunidade Valenciana, na Espanha.

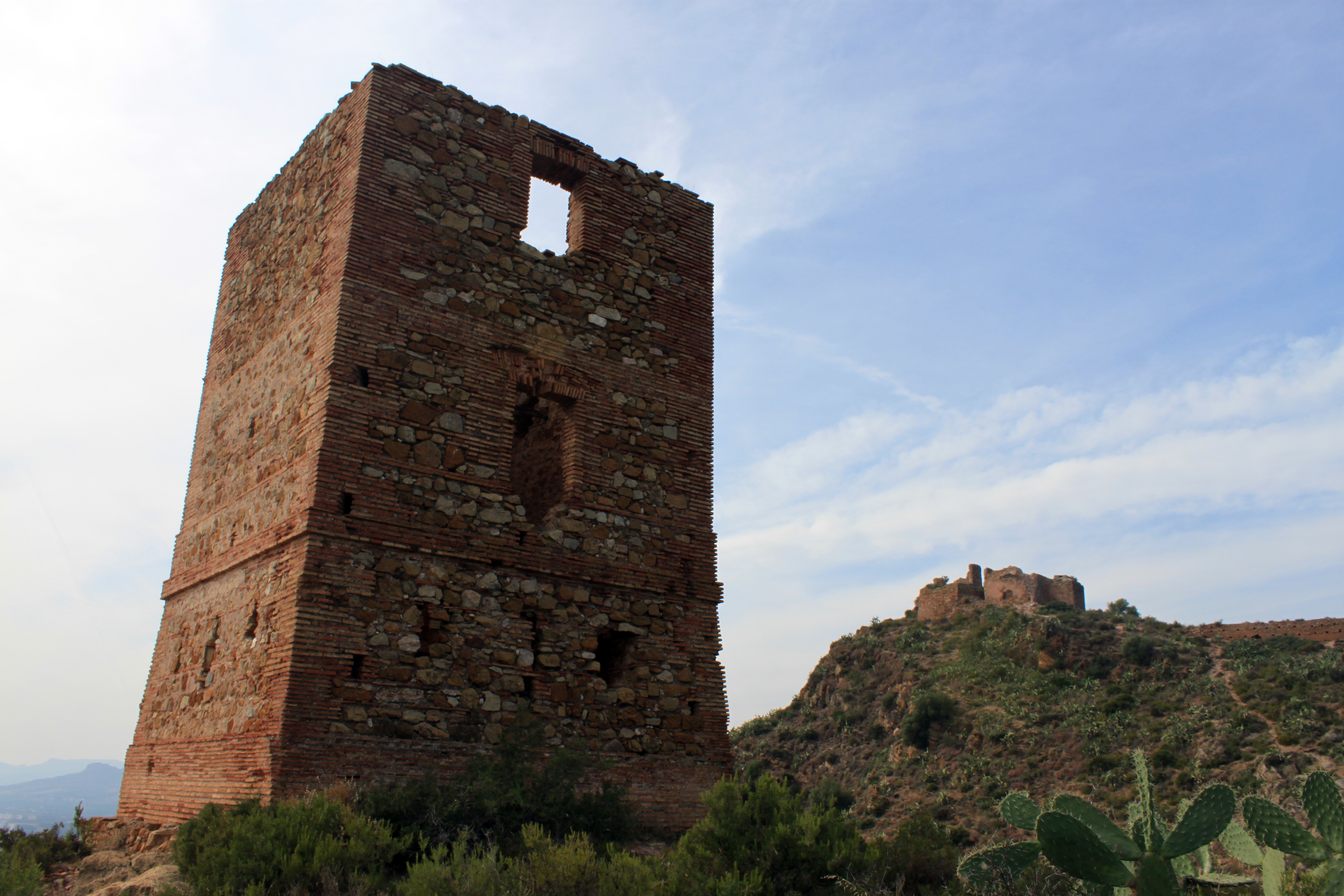
Torre de Bergamuza

## História

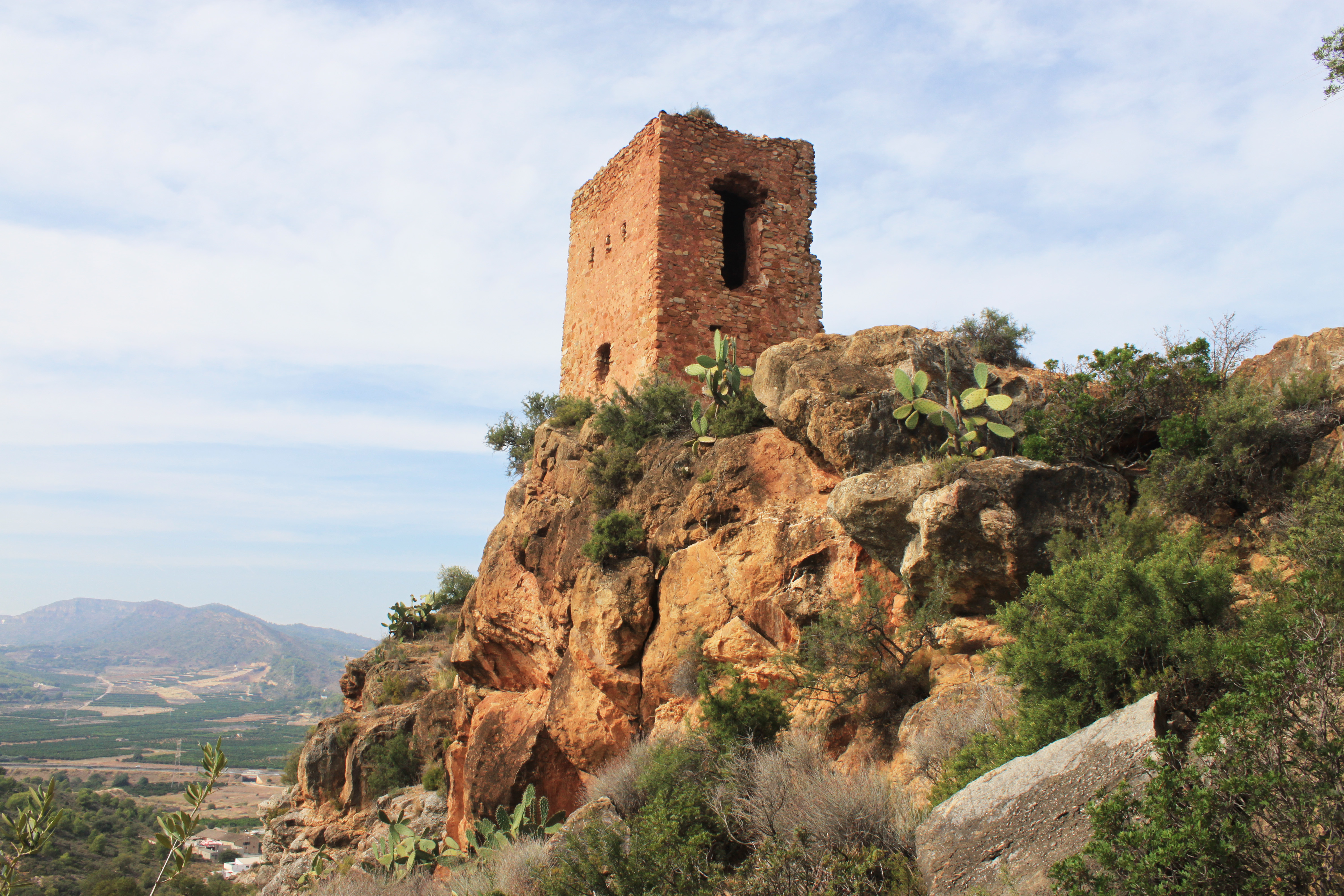
Torre de Bivalcadim

Erguido numa colina em posição dominante sobre a povoação, local a partir de onde se controlava o caminho da costa entre Castellón e Valência, assim como a rota interior que comunicava com Aragão, a primitiva ocupação de seu sítio remonta a uma fortificação romana.
A atual estrutura, por sua vez, remonta a uma fortificação muçulmana, erguida sobre os vestígios romanos no século X.
O topónimo de "Al-manara" significa "torre de sinais" e indica a possível função desta fortificação, em um ponto estratégico na fronteira entre as taifas de Valência e de Tortosa.
Actualmente em ruínas, podem ser observadas parte do recinto exterior a Nordeste, com as defesas dispostas escalonadamente, assim como vestígios de edificações na parte Sul.

## Características
O castelo desenvolve-se longitudinalmente sobre a colina escarpada. Apresenta planta irregular dispersa, integrada por três recintos, com o castelo na cota mais elevada e duas torres isoladas (Bivalcadim e Bergamuza) situadas nos extremos. Na parte dianteira do castelo localizava-se o "albacar" onde se abria a cisterna e se erguia a mesquita.